# Parque nacional Río Pilcomayo

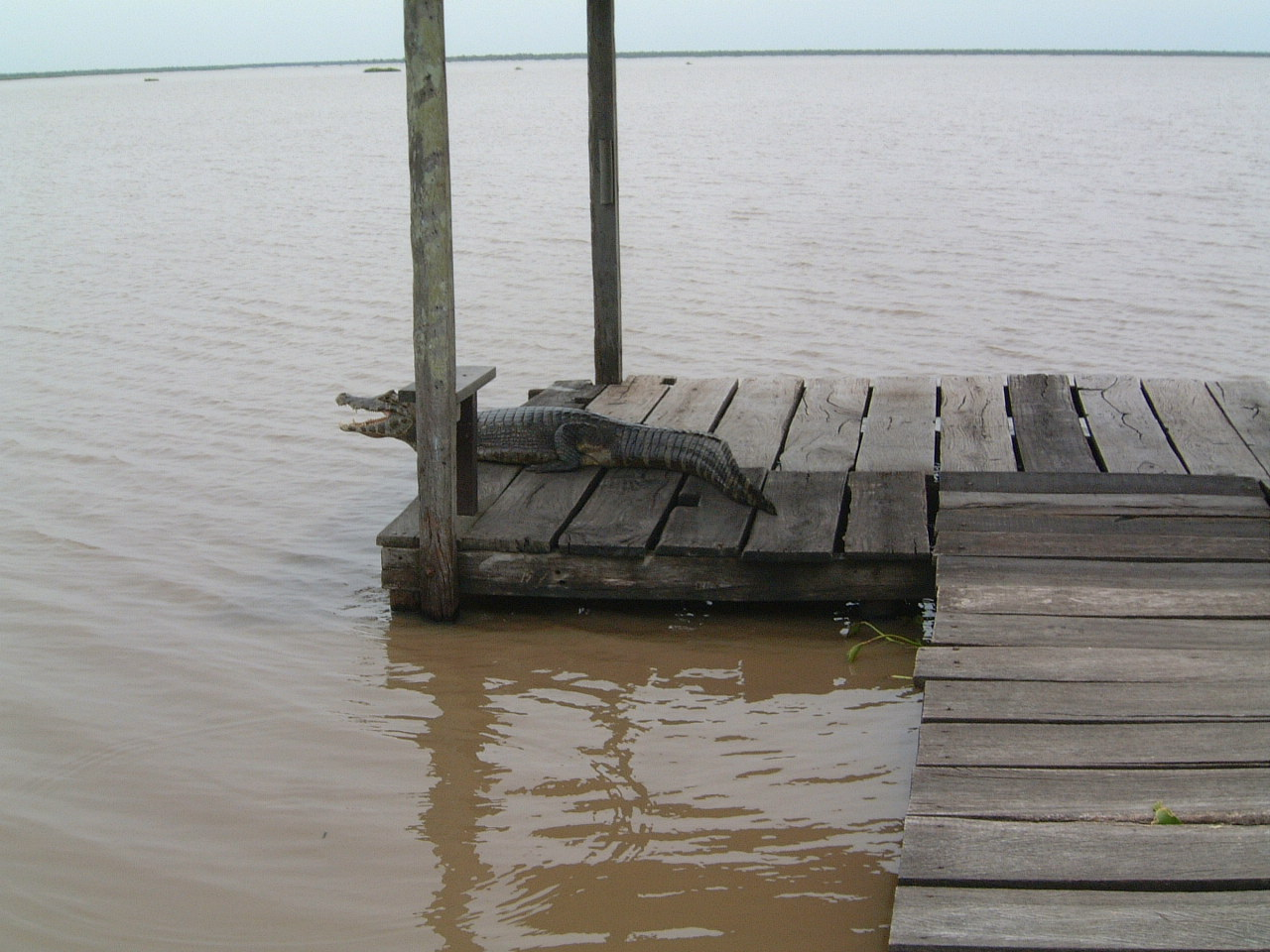
Yacaré en la pasarela del parque nacional Río Pilcomayo.

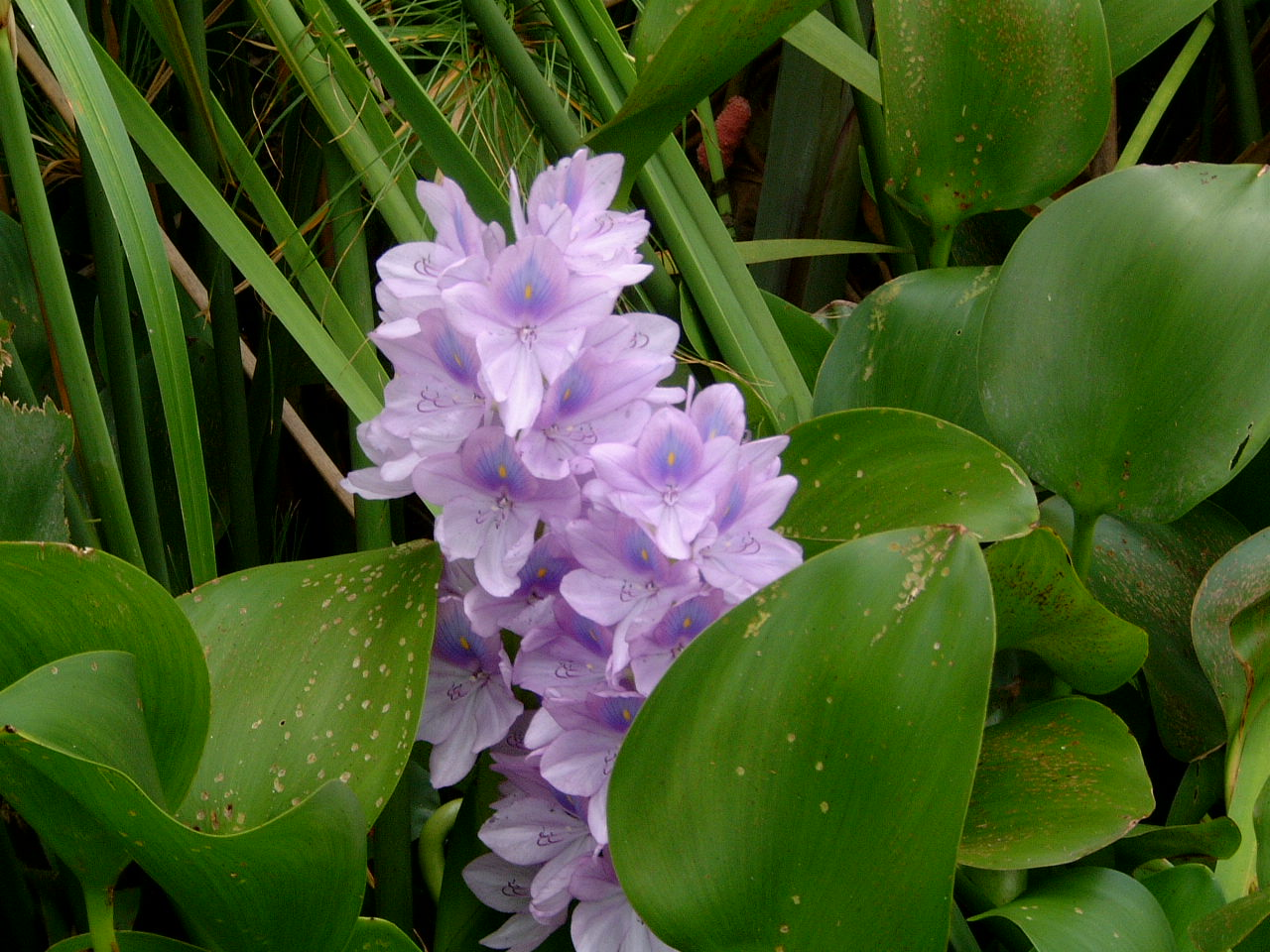
Flor en el parque nacional Río Pilcomayo.

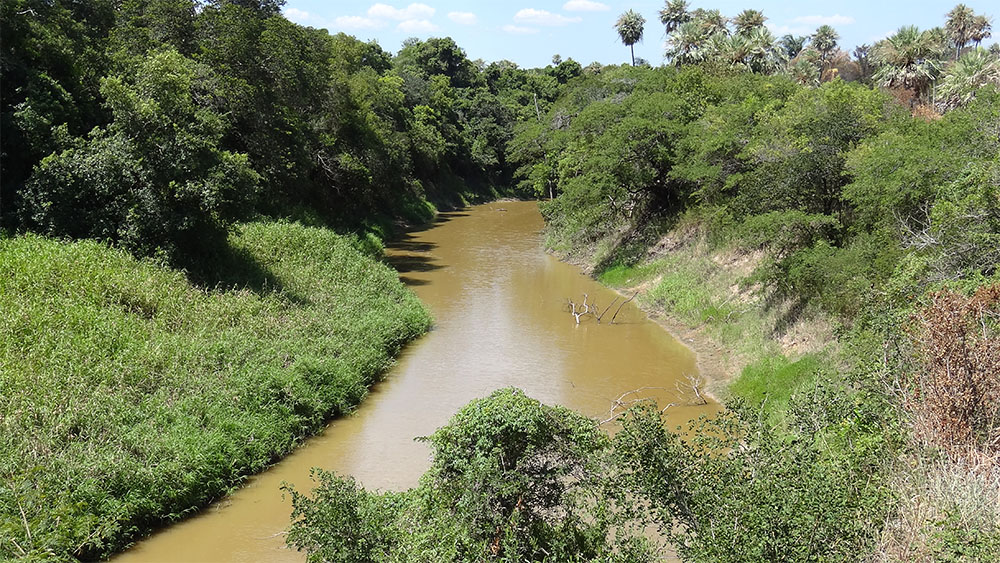
El Río Pilcomayo en su paso por el parque nacional.

El parque nacional Río Pilcomayo se halla a 5 km de la localidad de Laguna Blanca y a 4 km de la localidad de Laguna Naick Neck, en la provincia de Formosa en Argentina. Tiene una extensión de 51 889 ha y su centro geográfico se halla en las coordenadas 25°04′00″S 58°07′00″O / -25.06667, -58.11667. 

## Creación
El parque nacional Río Pilcomayo fue creado por ley n.º 14073, sancionada el 29 de septiembre de 1951 y promulgada el 17 de octubre de 1951 por decreto n.º 20756/1951.

ARTICULO 1º - Créase el Parque Nacional Río Pilcomayo en el territorio nacional de Formosa, cuyos límites serán: al Noroeste el brazo Sur del río Pilcomayo hasta su intersección con el brazo Norte del mismo río; al Nordeste y Este el río Pilcomayo hasta su desembocadura en el río Paraguay, y por éste hacia el Sur hasta la boca del riacho Negro; al Sur y Sudeste el riacho Negro hasta su intersección con el camino natural secundario hasta el camino que desde Estancia San José va hasta Palma Sola; desde este último punto la ruta nacional número 16 que une Palma Sola con Colonia Alfonso (Laguna Blanca); desde este último punto hacia el Noroeste el camino natural que pasando por Estancia Yacaré va hacia Puerto Ramos, hasta este lugar, situado sobre la margen Sur del río Pilcomayo.

La provincia de Formosa fue creada por la ley n.º 14408 sancionada el 16 de junio de 1955 y promulgada por decreto n.º 9947/1955 de 28 de junio de 1955, que dispuso:

ARTICULO 10. - Pasarán al dominio de las nuevas provincias los bienes situados dentro de sus respectivos límites territoriales que pertenezcan al dominio público o privado de la Nación, excepto aquellos que necesite destinar a un uso o servicio público nacionales, en cuyo caso la reserva deberá establecerse por Ley de la Nación dentro de los tres años de promulgada la presente.

El decreto ley n.° 654/1958 de 21 de enero de 1958 dispuso:

Art. 5º - En los términos del artículo 10° de la Ley Nº 14.408 continuarán perteneciendo al dominio del Estado Nacional los parques nacionales y monumentos naturales siguientes: (...) a) Parque Nacional Pilcomayo, en la provincia de Formosa, con los límites señalados por Ley número 14.073;

Originalmente tenía 285 000 ha, pero a pedido de la Legislatura de Formosa el 27 de septiembre de 1968 fue sancionada y promulgada la ley n.º 17915 que lo redujo a 51 889 ha. El área desafectada fue trasferida al Estado provincial.

Artículo 1°.- Modifícanse los límites del Parque Nacional Río Pilcomayo determinados por Ley 14.073 que quedan fijados en la siguiente forma: al Noroeste el brazo sur del Río Pilcomayo desde Puerto Ramos hasta su confluencia con el brazo norte del mismo río; al Noreste el Río Pilcomayo hasta el meridiano 57º 58; al Este, este meridiano; al Sur, el paralelo 25° 10, desde dicho meridiano hasta la margen este de la Laguna Blanca, rodeando luego a ésta por sus márgenes Sur y Oeste; a Suroeste, una línea sensiblemente recta desde el último punto mencionado hasta Puerto Ramos, pasando por el puesto El Quebrachal.
 Artículo 3°.- Transfiérese a la Provincia de Formosa el dominio de la superficie que, de los límites antes descriptos, resulta quedar excluida de la jurisdicción del Parque Nacional Río Pilcomayo.

El decreto n.º 2149/90 del 10 de octubre de 1990 designó a un sector del parque nacional como reserva natural estricta. Los límites de la reserva natural estricta fueron modificados por el decreto n.º 453/1994 de 23 de marzo de 1994, que la redujo y creó la reserva natural silvestre.
En 2006 fue aprobado el Plan Quinquenal de Manejo 2007–2011 Parque Nacional Río Pilcomayo.

## Características
El área protege una zona representativa de los ambientes del Chaco Oriental o Húmedo. Debido a los variados tipos de climas y suelos existen distintas comunidades vegetales:
- Selva de ribera.
- Isletas de monte: formaciones boscosas en forma de islas.
- Sabanas con palmar: con un estrato arbóreo discontinuo y uno herbáceo.[8]

Alberga especies de gran porte: quebracho, blanco y colorado y vistosos lapachos. En los estratos más bajos crecen árboles de menor tamaño: algarrobos, guayabíes y palos borrachos. 
Este impenetrable monte es habitado por animales como el guazuncho (corzuela), carpinchos, pecaríes, monos aulladores, pumas y aves como la charata y el ipacahá. En los sectores bajos habitan el aguará guazú, el ñandú y las chuñas, todos ellos tienen la particularidad de poseer largas extremidades que les permiten desplazarse con comodidad en los altos pastizales y zonas anegadas. 
Los ambientes acuáticos son habitados por cigüeñas, garzas, espátulas rosadas y patos; además dos especies de yacarés, el negro y el overo. Peces de estas aguas poseen adaptaciones que les permiten sobrevivir en períodos de sequías como el tamboatá o cascarudo, pudiendo llegar a respirar aire atmosférico y cambiar de charcos impulsándose con sus aletas pectorales.
Este parque ha sido incluido en la Lista de los Humedales de Importancia Internacional (Convención Ramsar). 
Es una zona de escasa pendiente, con muchos pastizales, esteros y lagunas. El área está sometida a inundaciones periódicas que alternan con épocas de sequía, creando las crecientes vastas zonas anegadas en época estival. Sutiles desniveles del terreno permiten diferenciar sectores con diferentes probabilidades de inundación, uno de los factores determinantes de la diversidad ambiental de la zona. La mayor parte de la superficie del Parque está ocupada por pastizales y palmares de caranday, con esteros en los bajos e isletas de monte en los puntos más altos.
- Palma blanca o caranday: hasta 14 m de altura y hojas palmadas de color verde glauco; esta monocotiladónea de porte arbóreo es utilizada por las cotorras y otras aves para hacer sus nidos. El carpintero cabeza pajiza y el loro ñenday anidan en los huecos de sus troncos. Estas palmeras también son utilizadas como refugio por murciélagos como el moloso cola larga grande

En la laguna Blanca, el mayor cuerpo de agua del parque con 700 ha, habitan dos especies de yacaré: el overo y el negro, ambas en peligro de extinción. Hay también diversos ofidios como la boa curiyú y culebras acuáticas entre las que se destaca la ñacaniná. En sus costas se desarrollan extensos pehuajozales y pirizales donde habitan carpinchos y coipos o «nutrias».

## Clima
El tipo climático del parque es tropical húmedo sin estación seca. Las precipitaciones promedian los 1200 mm anuales, y la temperatura media anual es de 23 °C. En época estival las temperaturas máximas pueden alcanzar los 45 °C y los inviernos no están exentos de días con temperaturas bajas, pero estas heladas solo se presentan en algunas ocasiones. 
La zona está afectada por el anticiclón del Atlántico Sur y por la baja térmica del continente sudamericano, que propician la formación de masas de aire tropical. La combinación de estas masas con las atlánticas polares determina el régimen de lluvias. 
En cuanto a las precipitaciones, presentan una merma marcada en la estación invernal y dos picos de aumento, uno en el mes de marzo, más acentuado, y otro suave en el mes de noviembre.
Es importante destacar que el Parque se encuentra dentro del área de producción frecuente de tornados, pero no existe un buen registro de los mismos.

## Administración
Por resolución n.º 126/2011 de la Administración de Parques Nacionales de 19 de mayo de 2011 se dispuso que parque nacional encuadrara para los fines administrativos en la categoría áreas protegidas de complejidad II, por lo cual tiene a su frente un intendente designado, del que dependen 4 departamentos (Administración; Obras y Mantenimiento; Guardaparques Nacionales; Conservación y Uso Público) y 2 divisiones (Despacho y Mesa de Entradas, Salidas, y Notificaciones; Recursos Humanos y Capacitación). La intendencia tiene su sede en la localidad de Laguna Blanca.

## Comodidades
Camping, baños, oficinas de informes, sala de primeros auxilios, estacionamiento, lugares donde bañarse. Senderos de interpretación. Caminatas guiadas por guardaparque. Hoteles en Clorinda y en Laguna Blanca.

## Modo de acceso
La RN 11 une las ciudades de Formosa (capital de la Provincia) y Clorinda. Desde Clorinda parte la RN 86, que pasa cerca del límite sur del Parque, en la localidad de Laguna Naick Neck. Desde aquí, luego de recorrer 4 km por un camino vecinal, se arriba al área recreativa y a la Seccional de Guardaparques Laguna Blanca.
También se puede acceder al Parque desde la localidad de Laguna Blanca —ubicada sobre la Ruta Nacional N.º 86 a 65 km de Clorinda— por un camino vecinal que luego de 7 km llega a la Seccional de Guardaparques «Estero Poí». La Intendencia del Parque se ubica en la localidad de Laguna Blanca. En el área recreativa Laguna Blanca existe un campamento con mesadas, sanitarios y fogones. De allí, parten dos senderos de interpretación.
- Sendero a la Laguna Blanca: se accede por pasarelas, a través de un pajozal, donde se pueden observar carpinchos y yacarés entre achiras de flores amarillas y enredaderas, además de variedad de aves palustres. En el cuerpo de agua se puede realizar navegación sin motor.

## Galería de imágenes

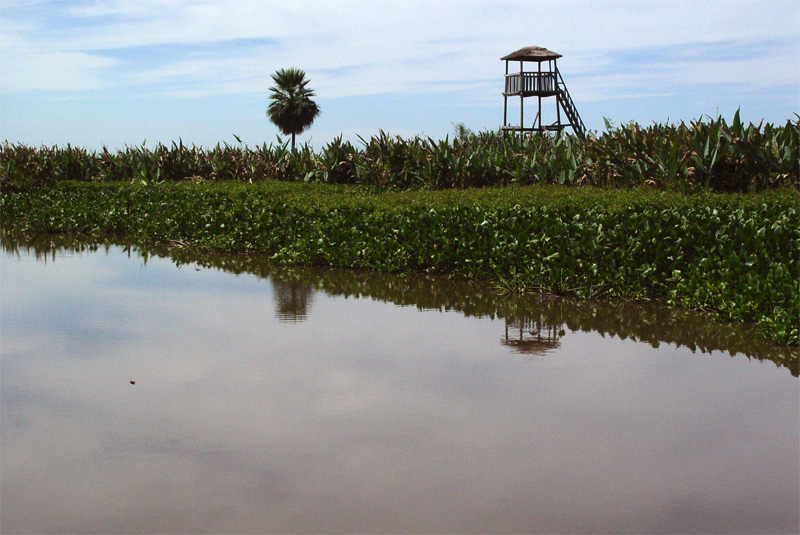
Laguna Blanca
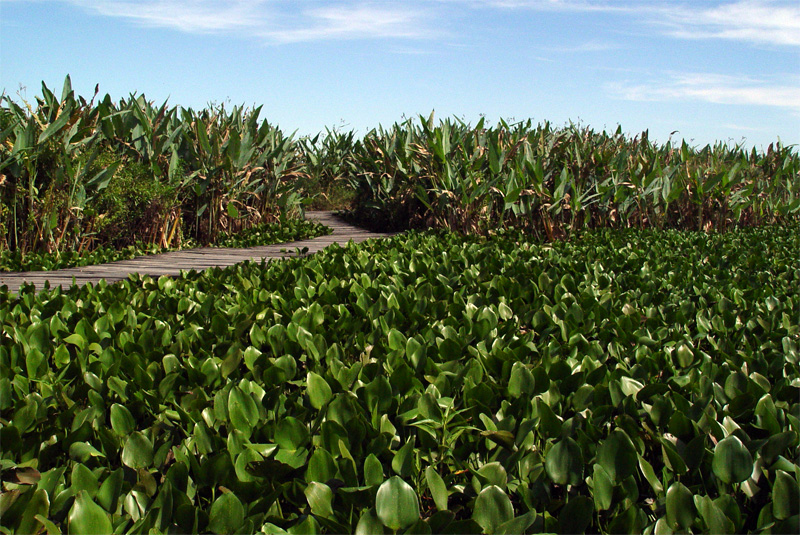
Pasarelas
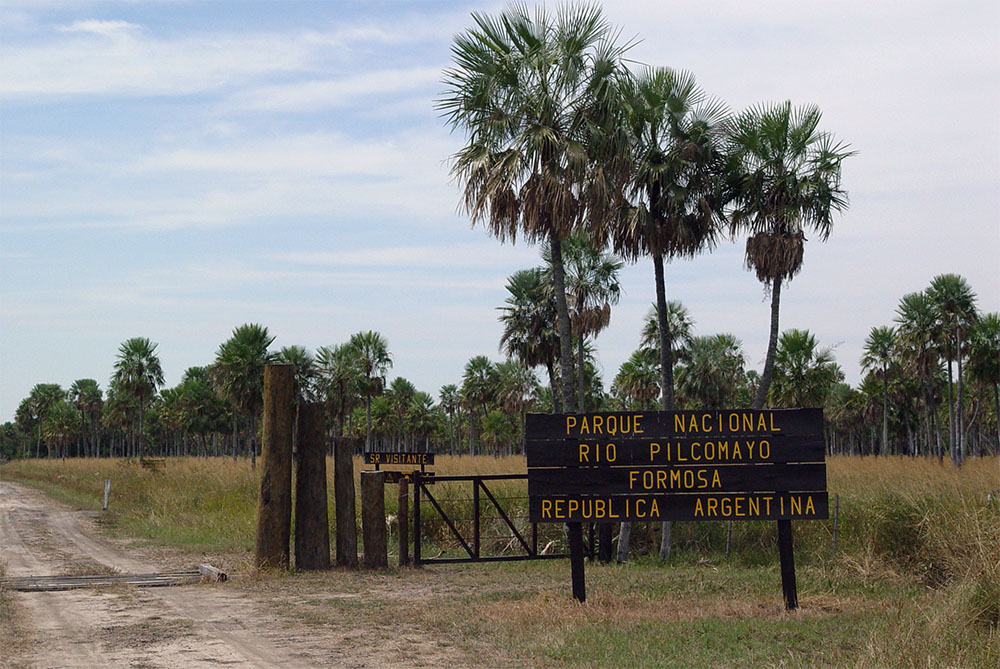
Entrada al parque
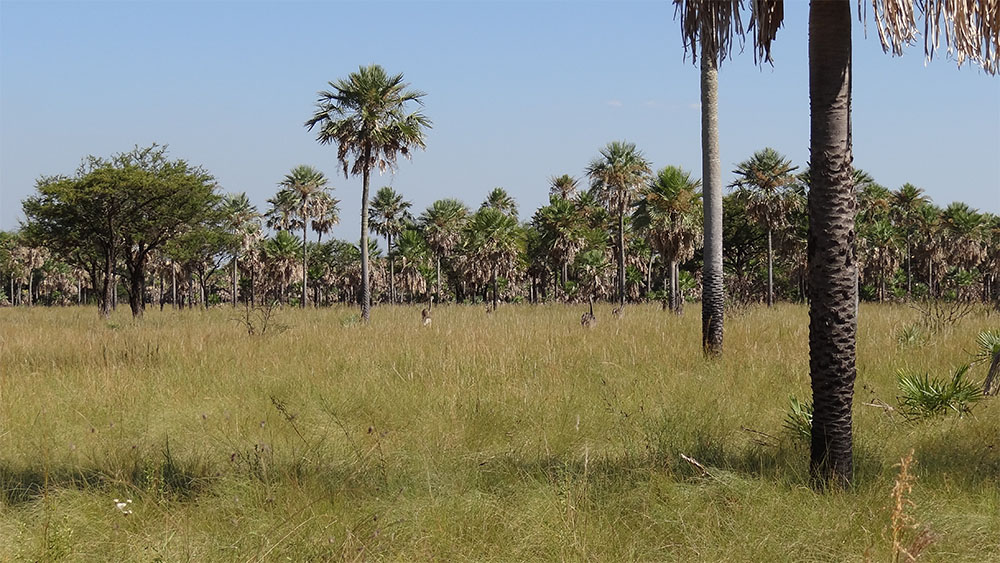
Ñandúes